# Hexokinase
Hexokinase is een kinase in gestreept spierweefsel en vetweefsel dat een fosfaatgroep aan glucose toevoegt waardoor glucose wordt omzet naar glucose-6-fosfaat. 
De functie van deze reactie is dat het glucose molecuul niet meer via de GLUT-4 transporter de cel uit kan nadat het is omgezet naar glucose-6-fosfaat. Hexokinase heeft in tegenstelling tot glucokinase een hoge affiniteit maar een lage capaciteit voor glucose. In adipocyten kan het gevormde glucose-6-fosfaat echter wel terug worden omgezet in glucose door het enzym G6Pase. Myocyten missen het enzym G6Pase waardoor het door hexokinase gevormde glucose-6-fosfaat niet in de myocyt zelf terug kan worden omgezet in glucose .